# 오금동맥
오금동맥(popliteal artery) 또는 슬와동맥(膝窩動脈)은 넙다리동맥이 큰모음근의 먼쪽 부분에서 연속되어 형성되는 깊은층의 동맥이다. 다리오금을 따라 주행하여 오금근의 아래쪽 경계에서 앞정강동맥과 뒤정강동맥으로 갈라지며 끝난다.
오금동맥은 오금에서 가장 깊은쪽(가장 앞쪽)의 구조물로, 관절융기사이오목을 가로지르며 무릎의 관절주머니에 가까이 주행한다. 한편 오금동맥에서 갈라져 나온 다섯 개의 무릎동맥(위가쪽, 위안쪽, 중간, 아래가쪽, 아래안쪽)이 무릎관절의 관절주머니와 인대에 혈액을 공급한다. 이 다섯 동맥들은 관절 주변에서 동맥들의 문합을 형성하는 데에 기여하며, 이 무릎 주변의 곁순환은 무릎이 완전히 굽혀져 오금동맥이 구부러졌을 때에도 종아리로 혈액이 제대로 공급될 수 있도록 하는 역할을 한다.

## 구조
오금동맥은 넙다리동맥이 연속되어 형성된다. 가자미근의 섬유활 아래를 통해 오금동맥이 다리오금을 나간다.

### 위치 관계
- 앞쪽: 넙다리뼈의 오금쪽 면, 무릎관절, 오금근
- 뒤쪽: 오금정맥, 정강신경, 근막, 피부
- 가쪽: 위쪽에는 넙다리두갈래근, 넙다리뼈의 가쪽관절융기. 아래쪽에는 장딴지빗근과 장딴지근 가쪽갈래.
- 안쪽: 위쪽에는 반막근, 넙다리뼈의 안쪽관절융기. 아래쪽에는 정강신경, 오금정맥, 장딴지근 안쪽갈래.

### 가지
오금동맥에서 갈라져 나오는 가지들은 다음과 같다.
- 앞정강동맥
- 뒤정강동맥
- 장딴지동맥
- 위안쪽무릎동맥
- 위가쪽무릎동맥
- 중간무릎동맥
- 아래가쪽무릎동맥
- 아래안쪽무릎동맥

오금동맥의 근육가지들은 햄스트링 근육, 장딴지근, 가자미근, 장딴지빗근에 분포한다. 위쪽 근육가지들은 깊은넙다리동맥, 볼기동맥의 종말부와 임상적으로 중요한 문합을 이룬다. 피부가지들은 오금동맥에서 직접적으로, 또는 근육가지들을 통해 간접적으로 갈라져 나온다. 무릎가지들은 위쪽에 두 개, 중간에 한 개, 아래쪽에 두 개로 총 다섯 개가 갈라져 나온다. 중간무릎가지는 십자인대와 무릎관절의 윤활막에 혈액을 공급한다.

### 정강종아리동맥
종아리동맥은 일반적으로 뒤정강동맥에서 갈라져 나온다. 따라서 종아리동맥이 갈라져 나가는 지점보다 몸쪽의 뒤정강동맥은 간혹 정강종아리동맥(tibioperoneal trunk, tibial-fibular trunk)이라고 불린다. 따라서 오금동맥이 정강종아리동맥과 앞정강동맥으로 갈라진다고 말할 수도 있다.

## 임상적 중요성
오금동맥은 몸 깊이 위치하기 때문에 오금동맥의 맥박을 느끼는 것은 어렵다. 오금동맥에서 맥박을 촉진할 때에는 사람을 엎드리게 한 후 무릎을 굽혀 오금의 근막과 햄스트링을 이완시키고 흔히 수행한다. 맥박이 가장 잘 느껴지는 지점은 오금동맥이 정강뼈 근처에 위치하는 오금의 아래쪽 부분이다. 오금동맥의 맥박이 약해지거나 소실된 경우 넙다리동맥의 폐쇄를 나타내는 소견일 수 있다.
오금동맥류(오금동맥 전체, 또는 일부의 비정상적인 팽창)는 대개 오금의 부종과 통증을 일으킨다. 오금동맥류를 다른 종괴와 감별하는 방법에는 촉진 가능한 맥박(떨림), 또는 청진기에서 들리는 비정상적인 동맥의 소리(잡음)인 경우가 있다. 오금동맥이 정강신경보다 깊은쪽에 위치하기 때문에 동맥류가 신경을 신장시키거나 혈액을 공급하는 혈관(맥관벽혈관)을 압박할 수 있다. 이렇게 신경이 압박된 경우 보통 장딴지 안쪽을 덮고 있는 피부, 발목, 발 등의 부위에 연관통이 생긴다. 한편 오금동맥은 넙다리뼈의 오금 쪽 면과 관절주머니에 가까이 위치하기 때문에 넙다리뼈 먼쪽의 골절이나 무릎의 탈구로 인해 동맥이 파열되고 출혈이 발생할 수 있다. 또한 오금동맥과 정맥이 오금 안에 갇힌 채로 가까이 있기 때문에 동맥과 정맥이 손상됐을 때 동정맥루(동맥과 정맥 사이에 생기는 연결)가 생길 수 있다. 이를 알아채지 못해 적절한 치료를 하지 못할 경우 다리와 발을 잃을 수 있다. 넙다리동맥을 결찰해야 하는 경우 혈액은 무릎동맥들의 곁순환을 통해 이 폐쇄된 지점을 우회하여 오금동맥까지 운반될 수 있다.
장딴지의 근육들이 비정상적인 위치에 있거나 비대해졌을 경우 오금동맥이 눌려 제대로 다리와 발에 혈액을 공급하지 못하는 오금동맥 포착 증후군의 발생 위험이 있다. 이로 인해 운동 후에 장딴지의 통증, 감각 이상 등이 증상으로 나타날 수 있다.

## 추가 이미지

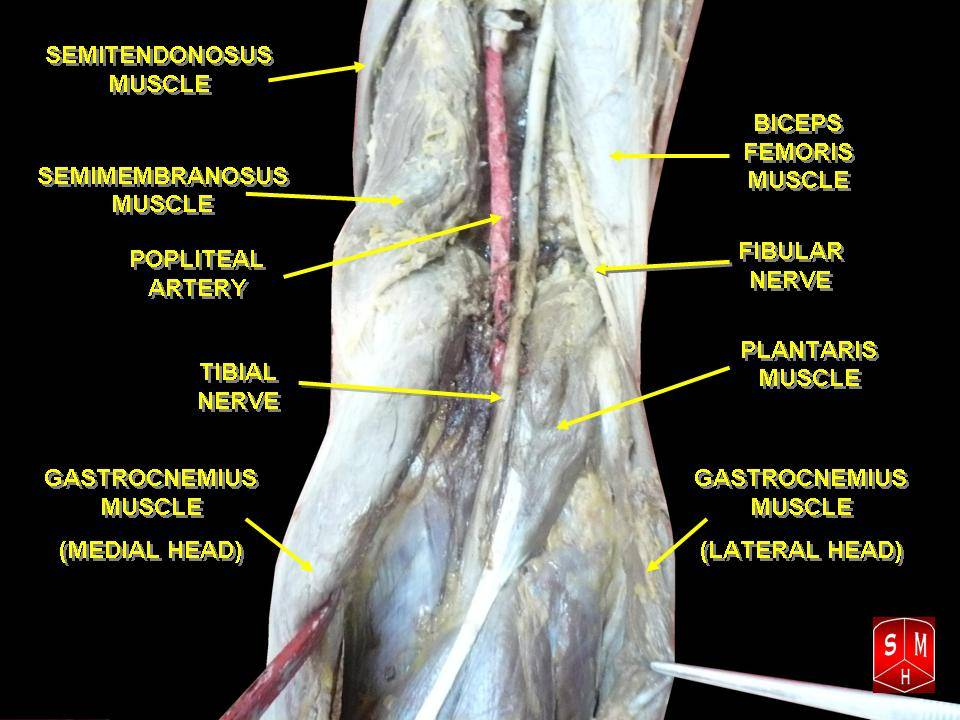
오금동맥
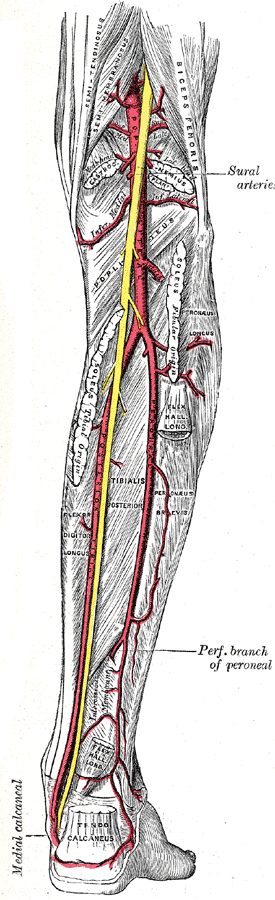
오금동맥, 뒤정강동맥, 종아리동맥.
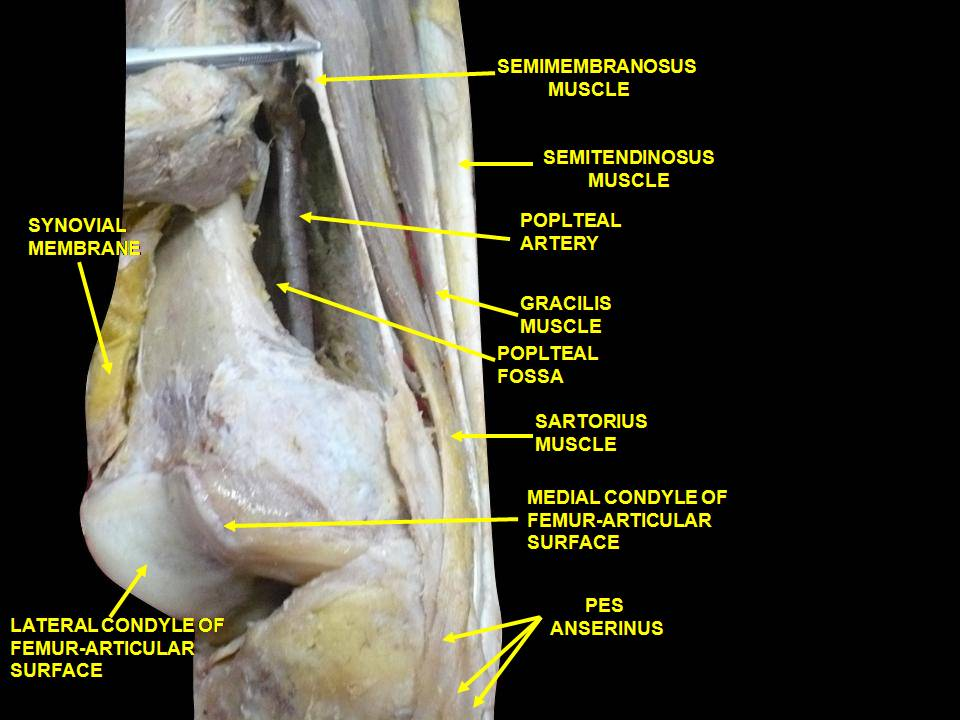
가쪽에서 본 넓적다리의 근육들

## 같이 보기
- 다리오금